# Jardim Botânico de Curitiba
O Jardim Botânico de Curitiba, ou Jardim Botânico Francisca Rischbieter, é um dos principais pontos turísticos da cidade de Curitiba, capital do estado brasileiro do Paraná. Localiza-se no bairro Jardim Botânico. Em 2007 foi o monumento mais votado numa eleição para escolha das Sete Maravilhas do Brasil, promovido pelo site Mapa-Mundi.
Inaugurado em 5 de outubro de 1991, seu nome oficial (J.B. Francisca  Rischbieter) presta uma homenagem à urbanista Francisca Maria Garfunkel Rischbieter, uma das pioneiras no trabalho de planejamento urbano da capital paranaense).
Todo o Jardim Botânico possui uma área total de 278 mil metros quadrados, incluindo o bosque com mata atlântica preservada. Localiza-se na rua Engenheiro Ostoja Roguski (primeira perimetral dos bairros), bairro Jardim Botânico.

## Características

### Estufa
O jardim contém inúmeros exemplares vegetais do Brasil e de outros países, espalhados por alamedas e estufas de ferro e vidro, a principal delas com três abóbadas do estilo Art nouveau foi inspirada no Palácio de Cristal de Londres, do século XIX. A estufa é climatizada e mantém espécies da Floresta Atlântica como Caraguatá, Caetê e Palmito. Do seu interior é possível ter uma vista privilegiada do jardim em estilo francês.

### Espaço Cultural Frans Krajcberg
O Espaço Cultural Frans Krajcberg, com a exposição permanente "A Revolta", de obras do artista polonês naturalizado brasileiro Frans Krajcberg. O nome "A Revolta" expressa o sentimento do artista com relação à destruição sem limites provocada pelo homem nas florestas brasileiras. Nessa galeria estão expostas 110 obras de grande porte, todas elas feitas a partir de restos de árvores queimadas ou derrubadas de forma ilegal. Há também exposição de fotos tiradas pelo próprio escultor, venda de livros relacionados ao artista e a possibilidade de visitas monitoradas. A principal finalidade do espaço é, de acordo com Krajcberg, a conscientização ambiental.

### Museu Botânico
O projeto é do arquiteto Abrão Assad, que também planejou o Museu Botânico, incorporado ao Jardim Botânico em 1992, com auditório, centro de pesquisas, espaço para biblioteca especializada e sala de exposições temporárias e permanentes. Atualmente o Museu Botânico de Curitiba tem o quarto maior herbário do país, com aproximadamente de 400 mil exsicatas – plantas secas preparadas para coleção botânica – além de coleção de amostras de madeiras e frutos. e no parque funciona um centro de pesquisa da flora do Paraná e do Brasil. O Museu Botânico do Jardim Botânico de Curitiba possui espaço expositivo, biblioteca e auditório.

### Jardim das Sensações
Inaugurado em dezembro de 2008, o Jardim das Sensações é um espaço delimitado por cerca viva, onde os sentimentos do visitante são tentados, por meio do contato direto com plantas de diferentes formas, texturas e aromas. Através da cerca e do túnel vegetal é possível ver as cores da natureza, sentir com as mãos a textura, a forma e o tamanho das plantas, ouvir o som da cascata e do vento, sentir o perfume das flores e da vegetação. O percurso pode ser feito com os olhos vendados ou não.